# Naming (parlamentarische Prozedur)

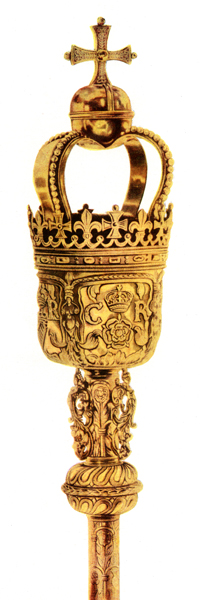
Einige Vorfälle mit dem Zeremonialstreitkolben führten zum Ausschluss von Mitgliedern des Britischen Unterhauses, siehe Beispiele.

Naming bezeichnet eine Prozedur zur Disziplinierung von Mitgliedern des Britischen Unterhauses (und einiger anderer Parlamente). Das Naming besteht in der namentlichen Nennung eines Mitglieds, über dessen Sitzungsausschluss entschieden werden soll.

## Naming-Prozedur
Der Sprecher (Speaker) des Britischen Unterhauses oder einer seiner Stellvertreter (Deputy Speaker) kann Verstöße von Mitgliedern gegen die Verhaltensregeln des Hauses durch Sitzungsausschluss ahnden. Die Regeln sind in der Geschäftsordnung des Unterhauses (Standing Orders of the House of Commons) festgelegt.
Bei einfachen Regelverstößen der Abgeordneten ruft der Sprecher einmal oder mehrmals „Order!“ (Ordnung), oft ergänzt durch eine humorige oder ernsthafte Begründung. Wenn der Abgeordnete dem Ordnungsruf nicht Folge leistet, versucht der Sprecher in der Regel, ihn zu einer verbalen Wiedergutmachung zu bewegen, bevor er disziplinarische Maßnahmen einleitet.

### Standing Order 43 (Disorderly conduct)
Die Standing Order 43 der Geschäftsordnung behandelt die Ruhestörung (disorderly conduct) durch ein Mitglied des Hauses. Wenn der Sprecher der Meinung ist, dass das Verhalten eines Mitglieds grob gegen die Verhaltensregeln verstößt, kann er das Mitglied für den Rest der Sitzung am gleichen Tag ausschließen. Wenn ihm diese Maßnahme zur Disziplinierung unangemessen erscheint, kann er das Mitglied namentlich nennen und die Regeln von Standing Order 44 anwenden.

### Standing Order 44 (Order in debate)
Die Mitglieder des Hauses dürfen sich nicht mit ihrem Namen anreden. Vielmehr müssen sie von ihren Kollegen in der dritten Person sprechen und eine Umschreibung für das Mitglied verwenden, die bei einfachen Mitgliedern den Namen ihres Wahlkreises enthält und bei Regierungsmitgliedern ihren Titel. Nur in zwei Fällen werden die Mitglieder namentlich genannt: wenn der Sprecher ihnen das Wort erteilt und im Rahmen der Naming-Prozedur.
Die Standing Order 44 der Geschäftsordnung behandelt die Debattenordnung (order in debate). Außer dem in Standing Order 43 aufgeführten Fall soll der Sprecher auch in den beiden folgenden Fällen die Naming-Prozedur anwenden:
- wenn ein Mitglied die Autorität des Sprechers missachtet,
- oder wenn ein Mitglied ständig und vorsätzlich den Geschäftsablauf des Hauses durch Missachtung der Regeln stört.

Zur Ausführung der Naming-Prozedur verkündet der Sprecher (Beispiel): 
„I must name the hon. Member for East Leyton, Mr. Brockway, for disregarding the authority of the Chair.“ (Ich muss das ehrenwerte Mitglied für East Leyton, Herrn Brockway, namentlich nennen wegen Missachtung der Autorität des Vorsitzenden.)
Daraufhin stellt der Leader of the House den Antrag (motion), 
„that Mr. Brockway be suspended from the service of the House“ (Herrn Brockway vom Geschäft des Hauses auszuschließen).
Wenn Mitglieder des Hauses widersprechen, wird eine förmliche Abstimmung (division) durchgeführt und bei positivem Ergebnis der Ausschluss durch den Sprecher verkündet. Wenn das Mitglied erstmals in einem Sitzungsjahr ausgeschlossen wird, erfolgt der Ausschluss für 5 Sitzungstage und beim zweiten Mal für 20 Tage. Bei weiteren Ausschlüssen im gleichen Sitzungsjahr bestimmt das Haus die Dauer des Ausschlusses. Für die Dauer des Ausschlusses wird nach Standing Order 45A das Gehalt (salary) des Mitglieds einbehalten.

## Beispiele
- Sitzungsausschlüsse nach Naming und ohne Naming: #Priddy 2016.

### Sitzungsausschluss nach Naming

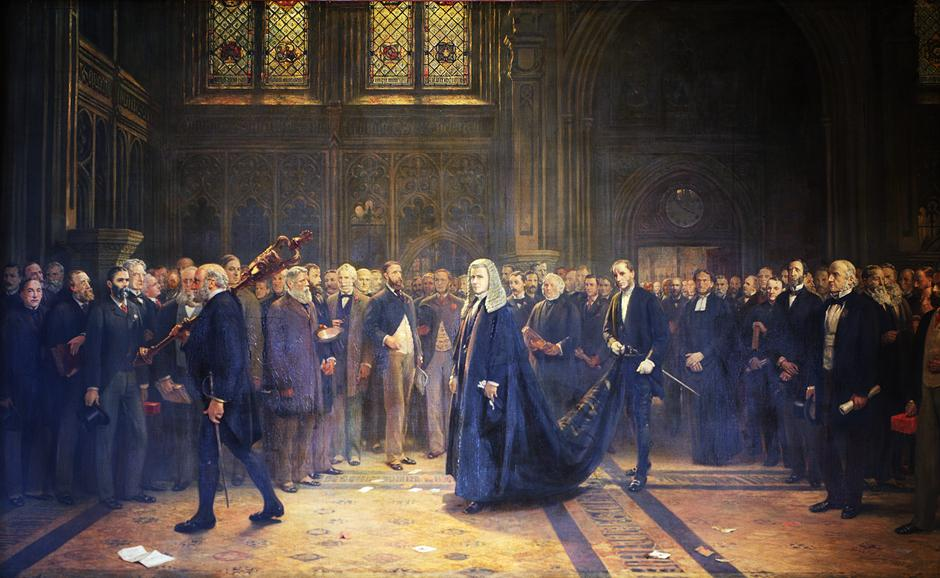
Prozession des Sprechers durch die Lobby vor dem Einzug in den Sitzungssaal, 1884.

Beim Einzug des Sprechers in den Sitzungssaal (chamber) schreitet ihm der Serjeant-at-Arms mit dem Zeremonialstreitkolben (mace) voran, den er auf dem Unterhaustisch (table of the House) gegenüber dem Sessel des Sprechers niederlegt. Für einige Unterhausmitglieder war es offenbar besonders verlockend, dieses Symbol der königlichen Autorität für ihre Zwecke zu missbrauchen.
In der Fragestunde des Unterhauses am 17. Juli 1930 insistierte der Labour-Abgeordnete Fenner Brockway unter Missachtung der Regeln und trotz eines Verbots durch den Sprecher, über das Indien-Problem zu reden. Nach einer kurzen Diskussion mit dem Sprecher Edward FitzRoy, drohte dieser Brockway das Naming an: „Ich muss das ehrenwerte Mitglied namentlich nennen, wenn es meiner Anordnung nicht folgt.“ Brockway weigerte sich, und der Sprecher verkündete: „Ich muss das ehrenwerte Mitglied für East Leyton, Herrn Brockway, namentlich nennen wegen Missachtung der Autorität des Vorsitzenden.“ Der Premierminister Ramsay MacDonald beantragte daraufhin die Abstimmung (division) über Brockways Ausschluss. 
Nach der Abstimmung, die mit 260:26 Stimmen angenommen wurde, rief Brockways Parteifreund John Beckett aus: „Das ist eine elende Schande“, ergriff den Streitkolben und marschierte damit zum Ausgang, wo ihn der Serjeant-at-Arms stoppte und ihm den Streitkolben entriss. Nach Aufforderung durch den Sprecher verließ Brockway den Saal. Nun wendete sich der Sprecher an Beckett: „Ich muss das ehrenwerte Mitglied für Peckham, Herrn Beckett, namentlich nennen wegen grober Ruhestörung.“ Nach der Abstimmung, die mit 324:4 Stimmen angenommen wurde, forderte der Sprecher Beckett zum Verlassen des Saals auf. Einige Mitglieder informierten ihn daraufhin, dass dieser schon „hinausgelaufen“ sei.

### Sitzungsausschluss ohne Naming
In der Unterhaussitzung am 18. Oktober 1986 beleidigte das Unterhausmitglied Tam Dalyell die Premierministerin Margaret Thatcher. Es entspann sich ein Dialog zwischen Dalyell und dem Stellvertretenden Sprecher (Deputy Speaker) Harold Walker, in dessen Verlauf Dalyell fünf überaus unparlamentarische Wörter in einem einzigen Satz zum Besten gab:
| Tam Dalyell | Sprecher |
| --- | --- |
| Die Premierministerin ist eine gewohnheitsmäßige, schamlose Betrügerin. | Ordnung. Der ehrenwerte Gentleman weiß, dass er das nicht sagen darf und dass er die Bemerkung über die Premierministerin widerrufen muss. |
| Ich sage, sie ist eine Schurkin, eine Lügnerin, eine Betrügerin, eine Schwindlerin und eine Ganovin.                                                                                             | Ordnung. Der ehrenwerte Gentleman weiß sehr wohl, dass er das nicht sagen darf. Er muss seine Bemerkungen widerrufen, oder ich muss von der mir verliehenen Machtbefugnis Gebrauch machen und meine Verantwortung gegenüber dem Haus wahrnehmen. Ich hoffe, dass der ehrenwerte Gentleman, der ein sehr erfahrener Parlamentarier ist, diese Bemerkungen widerrufen wird. |
| Ich möchte nicht die Zeit meiner Kollegen verschwenden. Lassen Sie uns die Sache nicht weiter treiben. Ich bleibe bei meinen Bemerkungen, und ich weiß, was Sie tun müssen, Herr Deputy Speaker. | Unter dieser Umständen bleibt mir kein anderer Ausweg, als die mir verliehenen Befugnisse nach Standing Order Nr. 24 auszuüben und zu verfügen, dass sich der ehrenwerte Gentleman für den Rest der Sitzung aus dem Haus entfernt. |

Tam Dalyell verließ nach dem Verdikt des Sprechers die Sitzung. Was für Außenstehende eine humorige Note zu haben scheint, ist ein Beispiel für den traditionsgemäß höflichen Umgang im Unterhaus, der auch in kontroversen Situationen einen friedlichen Ausgleich herbeiführen kann. 
In der Liste der nach einem Naming suspendierten Mitglieder findet sich der Name von Tam Dalyell viermal: er wurde von 1984 bis 1989 dreimal für 5 Sitzungstage ausgeschlossen, und einmal für 20 Tage, weil er im Sitzungsjahr 1987/1988 zum zweiten Mal durch Naming bestraft wurde.